# Neomochtherus lassenae
Neomochtherus lassenae là một loài ruồi trong họ Asilidae. Neomochtherus lassenae được Martin miêu tả năm 1975. Loài này phân bố ở vùng Tân Bắc giới.